# 홍승표 (프로게이머)
홍승표(1984년 8월 7일~)는 대한민국의 전직 스타크래프트 II 프로게이머이다. 프로게임단 지도자로도 활동했다. 선수 시절 종족은 저그, 아이디는 Cella였다. 현재 T1 2군 감독직을 맡고 있다.

## 스타크래프트 II
CellaWeRRa라는 아이디로 WeRRa 클랜에서 스타크래프트 II 베타시절부터 방송을 글로벌로 하던 선수이다.
당시 한국에서 유행이던 장문복의 랩을 해외 시청자에게 방송으로 보여주면서, 호응을 얻자 TG삼보-인텔 GSL 오픈 시즌 1에 출전 당시 홀리첵(Holy Check) 세레머니를 인증 한 것으로 유명해졌다.
WeRRa 클랜이 불미스러운 사건으로 해체되자, 김가연의 제안으로 SlayerS으로 들어가게 되고 SlayerS 성상훈 코치 사임 후, 김가연과 임요환의 제안으로 슬레이어스의 플레잉코치와 플레잉 감독직을 맡게되었다.
SlayerS의 해체 후, 독일 Team Acer의 코치로 영입되었다. Acer 생활 동안 좋은 성적을 많이 일구어 냈다.

## 리그 오브 레전드
2015년 페인 게이밍의 감독으로 부임했다.
2021시즌을 앞두고 T1의 2군 감독으로 부임했다.

## 수상 경력
- 2011 GSTL Mar. 최우수 감독상
- 2011 GSTL Mar. 우승
- 2011 GSTL May. 최우수 감독상
- 2011 GSTL May. 우승
- 2010 TG-Intel 스타크래프트 II OPEN Season 1 64강

## SNS
- 트위터
- 페이스북
- 트위치